# Psettina hainanensis
Psettina hainanensis is een  straalvinnige vissensoort uit de familie van botachtigen (Bothidae). De wetenschappelijke naam van de soort is voor het eerst geldig gepubliceerd in 1935 door Wu & Tang.
De soort staat op de Rode Lijst van de IUCN als Onzeker, beoordelingsjaar 2009.